# Antoni Ros-Marbà
Antoni Ros-Marbà (in catalano: ənˈtɔni ˈroz mərˈβa; L'Hospitalet de Llobregat, 2 aprile 1937) è un direttore d'orchestra spagnolo, originario della Catalogna.

## Biografia
Ha iniziato la sua formazione musicale presso il Conservatorio Superiore di Musica di Barcellona. Ha studiato direzione d'orchestra con Eduard Toldrà, Sergiu Celibidache, e Jean Martinon.
Nel 1966, dopo la fondazione della Orchestra Sinfonica della RTVE a Madrid, Ros-Marbà vinse un concorso di direzione orchestrale e fu nominato Direttore principale di questa orchestra. Nel 1967 diventò Direttore Principale dell'Orchestra Sinfonica di Barcellona, fino al 1978 e di nuovo dal 1981 al 1986. Nel 1978 è stato nominato Direttore Musicale della Orchestra Nazionale Spagnola. Dal 1979 al 1986 ha guidato la Nederlands Kamerorkest come Direttore Principale.
Nel 2005, alla Giornata Nazionale della Catalogna, arrangiò una nuova versione dell'inno nazionale catalano, interpretato dalla Orquestra Simfònica de Barcelona i Nacional de Catalunya e l'Orfeó Català.
Negli ultimi anni Ros-Marba ha diretto la Real Filharmonía de Galícia a Santiago di Compostela, in Spagna.
Una selezione degli spartiti di Antoni Ros-Marbà è conservata nella Biblioteca di Catalogna. Questa selezione comprende spartiti dai tempi in cui Ros-Marbà collaborava con Esbart Verdaguer.